# NGC 4761
NGC 4761 ist eine Elliptische Galaxie vom Hubble-Typ E6 im Sternbild Jungfrau auf der Ekliptik. Sie ist schätzungsweise 193 Millionen Lichtjahre von der Milchstraße entfernt und hat einen Durchmesser von etwa 50.000 Lichtjahren. Gemeinsam mit NGC 4764, NGC 4776 und NGC 4778 bildet sie die Hickson Compact Group 62 und zusammen mit NGC 4759 das Galaxienpaar Holm 477. 
Das Objekt wurde im März 1882 von Ernst Wilhelm Leberecht Tempel entdeckt.